# Список загиблих за незалежність Української держави в 1917 - 1921 рр. воїнів українських збройних сил
Загиблі українські воїни 1917—1921
Під час Української революції в результаті воєнних дій збройних сил українських держав: УНР, УД, ЗУНР з їх противниками — як зовнішніми так і внутрішніми за підрахунками українських істориків загинули кілька десятків тисяч воїнів регулярних збройних сил цих держав.
На цей час (січень 2018 р.) існує і накопичена величезна історична література, включно з документальними джерелами, на цю тему. Мета цієї статті — з'ясувати хоча б приблизне число загиблих українських військових лише офіційних збройних сил офіційних українських держав та їх імена. Встановити імена та прізвища всіх загиблих напевно, неможливо, бо в документальних джерелах та мемуарах більшість імен не згадуються, особливо простих козаків армії УНР та стрільців УГА. Максимум, що можна встановити — це кілька тисяч імен.
До цього списку не долучаються загиблі з різних повстанських формувань України, діяльність яких була відверто ворожою до української державності або нез'ясованої орієнтації. Головними збройними конфліктами, у яких брали участь війська українських держав цього періоду були: Радянсько-українська війна, польсько-українська війна, антигетьманське повстання (внутрішня війна в Україні між проросійськими силами гетьмана Скоропадського і силами УНР), війна між Білою Росією і Україною, війни УД і УНР з повстанцями — анархістами Махна.
До цього списку загиблих входять всі убиті безпосередньо в бою, а також ті, що померли від бойових ран незабаром після воєнних дій і усі полонені українські військові, які були убиті ворожою стороною в полоні незабаром після боїв.
Всі бажаючі можуть доповнювати перелік на підставі документальних джерел.

## 1917
- Ластівченко Юрій Іванович — 28.12.1917

## 1918
- Абриньба Дмитро Ілліч — 11.1.1918, вуличний бій в Катеринославі
- сотник Гаврюшенко — 19.11.1918, бій за м.Вовчанськ,[1] антигетьманське повстання
- Гандзюк Яків Григорович — 9.2.1918, убитий у полоні
- Загаєвич Микола Іванович — 18.11.1918, бій під Мотовилівкою
- Зелінський Михайло — 21.11.1918, убитий у полоні
- поручник Миколаєнко — 2.1918, бій з більшовиками на Поділлі[2]
- сотник Савицький(Савінський) — 2.1918, бій під Бердичевом[3]
- Сафонов Яків Васильович — 9.2.1918, убитий у полоні
- Черник Федір — 18.11.1918, бій під Мотовилівкою

## 1919
- сотник Абаїмов П. — 21.11.1919, бій за м.Деражня, Війна між білою Росією і Україною
- Боржинський Федір Кіндратович — 15.2.1919
- курінний Верещагін Митрофан — 1.1919, бої за станцію Лозова, бій з махновцями за м.Лозова[4], Війна між Вільною територією і Україною
- Возний Кость Гнатович — 5.6.1919, убитий у полоні
- командир артбатареї Вербицький — 6.1919, бій біля м. Острог,[5] Літній наступ військ УНР (1919)
- Волгаєв Григорій Миколайович — 21.3.1919, убитий у полоні[6]
- сотник Григоренко — 25.12.1919[7], розгром 3-ї Залізної дивізії, перший зимовий похід
- полковник Євтушенко М. — 16.10.1919, бій за с. Клебань, Війна між Білою Росією і Україною
- сотник Загаєвич Матвій — 8.9.1919[8], наступ на Коростень, спільний похід Армій УНР і УГА (1919)
- хорунжий Зайко Тодось — 25.12.1919[7], розгром 3-ї Залізної дивізії, перший зимовий похід
- поручник Іванюта — 1919, бій біля Тульчина[9]
- Калиняк Степан — 3.1919
- сотник Кантемір Омелян — 31.7.1919, бої за Вапнярку
- Кірієнко Олексій Касьянович — 5.1919, убитий у полоні
- поручник Колісник — 4.1919, бій під Тирасполем[10]
- сотник Кривущенко Дмитро М. — 28.7.1919, бій за с. Піщанка біля Томашполя, (бої за Вапнярку)
- Луценко Іван Митрофанович — 4.1919, бій під Кузьмином
- Міхно Іван Єрофійович — 1.1919, бій за Баришівку
- командир артбатареї Ничай — 27.1.1919, бій з повстанцями Хименка
- хорунжий Ольховик Андрій — 14.11.1919, бій за с. Галузинці біля Деражні, війна між Білою Росією і Україною
- Селецький Федір Йосипович — 4.5.1919, бій за с. Розваж біля Острога
- Сидоренко Леонід — 24.5.1919, бій за м. Оринин
- отаман Сумчук — 10-14.6.1919, бої під Ямполем — Ляхівцями на Поділлі, Літній наступ військ УНР (1919)[11]
- Таранущенко Петро Васильович — 3.1919, бій під Житомиром
- хорунжий Турушанко В. — 30.6.1919, бій за Лучинець
- хорунжий Филь Борис — 25.12.1919[7], розгром 3-ї Залізної дивізії, перший зимовий похід
- Чорниця Павло — 1.1919, бій під Переяславом
- Царенко Євген Володимирович — 22.9.1919, помер від ран
- хорунжий Янсон — 8.3.1919, убитий у полоні[12]
- лікар Ярмоленко — 6.6.1919, бій під Фельштином

## 1920
- сотник Ашенів Олесь — 4.5.1920, бій біля М'ясківки,[13] перший зимовий похід
- сотник Бурба Гриць — 18.5.1920, бій біля с. Кетроси[14]
- сотник Гребівський Федір — 30.4.1920[15]
- поручник Євтушенко Йосип — 5.5.1920[16], перший зимовий похід
- поручник Жидик (Жидік) — 11.1920, бій на р. Збруч[17] Останні бої армії УНР (листопад 1920)
- Кандиба Григорій Ількович — 7.1920, убитий у полоні
- Карась Кирило — 7.1920, бій за Чорний Острів
- Кириченко Федот Іванович — 1.1920, убитий у полоні
- Костик Анатолій — 1920, перший зимовий похід
- Лавровський Михайло Митрофанович — 9.1920, бій за с. Нова Ягільниця
- Лисий Павло — 1920, убитий у полоні
- сотник Макаревич Антін — 19.11.1920[18], Останні бої армії УНР (листопад 1920)
- Мишковський Євген Васильович — 6.7.1920, бій під Проскуровом
- Пархомюк Хома — 6.7.1920, убитий у полоні
- підполковник Потапов — 7.7.1920, бій під Старокостянтиновом
- сотник Пругло Кость — 20.11.1920[18], бій під с. Клунини на р. Збруч, Останні бої армії УНР (листопад 1920)
- Сич Ілько — 1920, убитий в полоні
- Сич Петро — 1.1920, убитий у полоні
- Халаїм Михайло Сергійович — 21.3.1920[19], перший зимовий похід
- хорунжий Харченко Петро — 8.8.1920[18], загинув у бою
- Хилюк Тихін Феофанович — 29.8.1920, бій біля Нижнева
- Хмеленко Григорій — 4.9.1920, бій біля с. Медуха[20]
- сотник Яківець Олександр — 15.3.1920,[21] перший зимовий похід
- Янів Трифон — 6.1920, страчений у полоні

## 1921
- сотник Бережний Сидір Петрович — 23.11.1921, страчений у полоні
- Білинський Михайло Іванович — 17.11.1921[22], бій під Малими Міньками
- хорунжий Василів — 11.1921[23], другий зимовий похід
- Гаєвський Іван Тимофійович — 17.11.1921[22], бій під Малими Міньками
- Годзиківський Іполит Якович — 10.1921,
- Григоряк Семен Іванович — 17.11.1921
- Дугельний Григорій Макарович — 23.11.1921
- Еґер Ернест Артурович — 22.11.1921, страчений у полоні
- поручник Ковалевський -17.11.1921[24], бій під Малими Міньками
- Кузьменко Митрофан Юхимович — 22.11.1921
- Мінаківський Болеслав Людвикович — 11.11.1921[25], бій за станцію Чоповичі
- Перлик Іван — 25.11.1921
- хорунжий Редька Михайло — 11.1921, застрелився під Базаром[26]
- Стефанишин Володимир Іванович — 7.11.1921[27], бій за Коростень (1921)
- Шура-Бура Іван Леонтійович — 23.11.1921, страчений у полоні

## 1918
- стрілець Белз Іван — 2.2.1918, бої за Київ
- Божинський-Божко Микола Васильович — 29.1.1918, бій під Крутами
- Борозенко-Конончук Олександр Євстафійович — 29.1.1918, бій під Крутами
- стрілець Вітик Микола — 18.11.1918, бій під Мотовилівкою
- Ганкевич Микола Георгійович — 29.1.1918, бій під Крутами
- Грицюк Іван — 1.1918, бої в Києві[28], Січневе повстання (1918)
- Дудник Георгій — 4.2.1918, бої в Києві
- Клим Михайло Іванович — 1918, бій з більшовиками
- Кольченко Павло Іванович — 29.1.1918, бій під Крутами
- Корпан Микола — 29.1.1918, бій під Крутами
- стрілець Лабіда Семен — 18.11.1918, бій під Мотовилівкою
- Лапуця Іван Васильович — 29.1.1918, бій під Крутами[29]
- Лизогуб Микола — 30.1.1918, бій під Крутами
- Матійчин Гриць — 1.1918, бої в Києві[30], Січневе повстання (1918)
- стрілець Меленчук — 1.1918, бої в Києві[31], Січневе повстання (1918)
- стрілець Нерода Василь — 29.4.1918, убитий російськими старшинами під час захоплення влади П.Скоропадським[32]
- Піпський Григорій — 29.1.1918, бій під Крутами
- Попович Олександр — 29.1.1918, бій під Крутами
- стрілець Роздольський — 1.1918, бої в Києві[30], Січневе повстання (1918)
- Семець Василь — 28.1.1918, бої в Києві
- Сорокевич Іван — 29.1.1918, бій під Крутами
- Спринжинат Крисантій Якович — 29.1.1918, бій під Крутами
- стрілець Стецула — 1.1918, бої в Києві
- Татаренко Василь Пантелеймонович — 11.1918, антигетьманське повстання
- стрілець Шлюсар Петро — 18.11.1918, бій під Мотовилівкою
- Шульгин Володимир Якович — 29.1.1918, бій під Крутами
- Яременко Олекса Мусійович — 11.1918, антигетьманське повстання

## 1919
- лікар січових стрільців Барабаш — 5.1919, бій за м.Кременець[33]
- чотовий Білик Андрій Мусійович — 3.1919, бій за ст. Кодня біля Житомира[34]
- художник Гніденко — 25.12.1919, перший зимовий похід
- Дубина Іван — 12.12.1919, бій за с. Ставище на Київщині,[35] перший зимовий похід
- чотовий Дупак Петро — 3.1919, бій за Бердичів
- Залуський Симеон — 1919
- юнак Куликівський Борис — 25.12.1919[7], розгром 3-ї Залізної дивізії, перший зимовий похід
- залізничник Липницький Іван — 23.10.1919, бій за м.Вапнярка, Війна між Білою Росією і Україною
- матрос Любич-Могильницький — 6.6.1919, бій під Фельштином
- підстаршина Мамай Петро Степанович — 3.1919, бій за ст. Кодня біля Житомира
- Матвієнко Степан — 3.1919, бій за ст. Кодня біля Житомира. •¶ *§ ,¶Гончар Терентій — захоплений більшовиками як голова «Просвіти» ім. Б.Грінченка, с. Казенна Мотовилівка, замордований у м. Боярка.

## 1920
- Андрієвський Микола — 21.11.1920,[36] Останні бої армії УНР (листопад 1920)
- Бабій Афон — 1.10.1920, бій за с. Щедрова біля Летичева[37]
- Бандура Олекса — 15.4.1920, бій за Вознесенськ[38]
- бунчужний Басюк — 1920, бій під Могилевом-Подільським[39]
- Гопанюк Марко — 5.5.1920[16], перший зимовий похід
- Гросман Іван — 28.4.1920[40]
- Дзвоник Андрій — 3.5.1920, бій біля Тульчина,[41] перший зимовий похід
- Діський Олександр — 4.4.1920[42], бій за ст. Долинська, перший зимовий похід
- Задорожний — 4.5.1920, бій біля М'ясківки,[13] перший зимовий похід
- Зінько Ілько — 18.5.1920, бій за с. Кетроси[43]
- Калашников — 13.11.1920, бій за с. Курилівці біля Жмеринки[44] , останні бої армії УНР (листопад 1920)
- Королько Петро — 23.3.1920,[45] перший зимовий похід
- гармаш Кривко — 7.9.1920, бій за с. Сівка Калуського району[46]
- Нечесний Яким — 3.5.1920, бій під Тульчином, перший зимовий похід
- Пиріг Олекса — 28.8.1920, бій за с. Більшівці біля Галича[47]
- Півень Микита — 5.6.1920, бій за с. Вербка біля Крижополя
- Ружний Михайло — 5.7.1920, бій на р. Уборть
- Савенко Олекса — 15.5.1920, бій за с. Кетроси[48]
- Слюнько — 23.3.1920, перший зимовий похід[49]
- Соколовський — 10.5.1920, бій за с. Вільшанка біля Крижополя[49]
- чотовий Тараненко Кость — 5.5.1920[16], перший зимовий похід
- Шевчук Корній — 4-6.5.1920[42], перший зимовий похід

## 1921
- Адріхман (татарин) — 7.11.1921, бій за Коростень (1921)[50]
- чотовий Андрієвський — 11.1921[23], другий зимовий похід
- Атнабунт Захар Ілліч — 22.11.1921, страчений у полоні[51]
- Бронченко Гриць Логвинович — 7.11.1921
- Бузун Данило Савелійович — 22.11.1921
- Вергун Семен Семенович — 22.11.1921
- Герасимук Данило Данилович — 21.11.1921
- Горбач Іван Олександрович — 21.11.1921
- Ільченко Семен Григорович — 21.11.1921
- Кранц Йозеф Йозефович — 22.11.1921
- чотовий Лященко Федір Якович — 22.11.1921
- Паламаренко Федот Григорович — 22.11.1921
- Рожков Порфір — 7.11.1921, бій за Коростень (1921)[52]
- Савченко Трохим Архипович — 23.11.1921, страчений у полоні
- Сверлюк Іван — 7.11.1921, бій за Коростень (1921)[52]
- Сичук — 13.11.1921, застрелився через брак взуття[53], другий зимовий похід
- Сімко Гриць — 7.11.1921, бій за Коростень (1921)[52]
- Смолянський Давид — 7.11.1921, бій за Коростень (1921)[52]
- Хмель Антон Федорович — 22.11.1921, страчений у полоні, другий зимовий похід
- Щербак Степан Терентійович — 22.11.1921, страчений у полоні
- Якубів (татарин) — 7.11.1921, бій за Коростень (1921)[52]

Загиблі в окремих боях
- Воїни армії УНР, загиблі 29-39. 1.1918 у бою під Крутами
- Воїни армії УНР,загиблі 18.11.1918 у бою під Мотовилівкою
- Список вояків армії УНР, розстріляних більшовиками під Базаром 1921 року.

## Армія Української Держави
Старшини
- Дорошкевич Олександр Васильович — 12.1.1919

## УГА
- Старшини
- 1918
- четар Ліськевич — 9.11.1918, битва за Львів (1918)[54]
- хорунжий Сербінський — 27.12.1918, атака на Сокільники
- командант бронепоїзда Тотуєскуль — 3.12.1918, бій за Сихів
- 1919
- четар Альбота Петро — 4.1919, бій біля Сихова
- сотник Баран Петро — 1919, бій за с. Черче
- Басан Олексій — 5.2.1919, небойові втрати
- старшина Бій — 1919, убитий при арешті
- Боган Дмитро — 8.1919, наступ на Київ
- командир артбатареї Бучак Євген — 6.1919, Чортківська офензива
- четар Вайнгаммер Отто — 4.1919, бій під Львовом
- поручник (четар) Вінклєр Йозеф — 5.1919 , убитий у полоні
- хорунжий Гайворонський Петро — 15.4.1919, бій під Львовом
- поручник Гафтуняк Ярослав — 17.1.1919, бій з румунськими військами за м.Сигіт[55]
- Губер Борис Олександрович — 5.2.1919, небойові втрати
- четар Гуменюк Михайло — 12.1.1919, польський наступ на Козельники
- четар Гусєв Анатолій — 1919, бій під Угневом
- хорунжий Дутчишин — 1919, убитий у полоні
- підхорунжий Забадюк — 17.1.1919, бій за м.Сигіт з румунськими військами[56]
- Кануков Джамбулат Батгириєвич — 21.5.1919, авіакатастрофа
- Кануков Хазбулат Батгириєвич — 5.2.1919, небойові втрати
- сотник Козак — 25.6.1919 — Чортківська офензива
- поручник Копаницький Степан — 12.6.1919, Чортківська офензива
- хорунжий Коссар — 1919, убитий у полоні
- Крайт Роберт — 26.6.1919, Чортківська офензива
- Люґерт Арнольд — 4-5.1919, бій під Львовом
- Ляєр Алоїз — 6.1919, убитий у полоні
- Мельник Юрій Ількович — 26.1.1919, Січневий наступ на Львів (1919)
- Степанів Ананій — 24.5.1919, бій під Жидачевом
- поручник Кульчицький — 24.5.1919
- четар Поповецький Євген — 17.1.1919, бій за м.Сигіт з румунськими військами[56]
- четар Сіталевич — 10.7.1919, убитий у полоні
- Ротенберг Салько — 9.1919, наступ на Коростень, Спільний похід Армій УНР і УГА (1919)
- поручник Утриско Клим — 7.6.1919, Чортківська офензива
- старшина Фільц — 1919, убитий при арешті
- четар Чушак — 1919, убитий у полоні
- поручник Шкреметко Семко — 7.1919, убитий у полоні
- хорунжий Іван Щирба -1919, убитий у полоні
- 1920
- сотник Вегеман Роберт — 1920, страчений у полоні
- Воєвідка Ярослав — 30.3.1920, убитий
- Горук Семен Васильович — 1920, убитий у полоні
- Гофман Карл — 4.1920, страчений у полоні
- старшина Гроссман — 1920, убитий російськими більшовиками
- Дудинський Роман — 7.1920, убитий у полоні
- Лев Кекіш — 1920, убитий у полоні
- Колодницький Омелян — 1920, убитий у полоні
- сотник Лясковський Петро — 1920, страчений у полоні
- Микитка Осип — 29.10.1920, страчений у полоні
- поручник Руггальтер Симон — 1920, убитий у полоні
- четар Табак Нафталі — 1920, убитий у полоні
- сотник Вольфганг фон Фроєнвальд Йонак Ріттер — 1920, страчений у полоні
- Густав Ціріц — 29.10.1920, страчений у полоні
- Шаманек Альфред — 4.1920, убитий при спробі втекти

- Стрільці
- 1918
- стрілець Березюк — 9.11.1918, битва за Львів (1918)[57]
- кочегар бронепоїзда Білинський — 11.1918, бій за Хирів
- десятник Бочан — 3.11.1918, битва за Львів (1918)[58]
- Дзіковський Василь — 11.1918, битва за Львів (1918)
- Касіян Петро — 1.11.1918
- Кучер Григорій — 1918, бій за с. Гологори
- Кучер Микола — 1918, бій за с. Гологори
- Лакоцький Клим — 1918, бій за с. Гологори
- Ліськевич Павло — 9.11.1918, битва за Львів (1918)
- Лук'янський Петро — 1918, бій за с. Міжгір'я
- десятник Манищук — 27.12.1918, атака на Сокільники
- десятник Миханів Василь — 11.1918, битва за Львів (1918)
- Сировіжка Василь — 1918, бій під Львовом
- десятник Шеремета Юрій — 20.11.1918, убитий під Львовом
- Ющишин Іван Панькович — 1918, бій під Львовом
- 1919
- Глухан Микола — 1919, бій під Рогатином
- Гритчук Василь — 13.2.1919, бої під Львовом
- Гриценко Микола — 1919, загинув у бою
- Заверуха Дмитро Прокопович — 1919, загинув у бою
- Капець Михайло — 1919, загинув у бою
- десятник Цусак — 1919
- Яцко Балін — 6.1919, убитий у полоні
- Іцик Брунст — 6.1919, убитий у полоні
- Лев Фукс — 6.1919, убитий у полоні
- Осип Брунет — 6.1919, убитий у полоні
- санітет Михайло Колода — 1919, убитий у полоні
- Мацишин Сава — 1919, загинув на Львівщині
- Пилипчук Іван Федорович — 1919, загинув у бою
- Ричицький Яків — 1919, загинув у бою
- Сухецький Кіндрат — 1919, загинув у бою
- пілот Томас Рудольф — 5.1919, наступ польських військ
- Шевчук Роман — 27.6.1919, убитий у полоні
- Ягенчук Олексій — 1919, загинув у бою на Наддніпрянщині
- 1920
- Береза Володимир — 1920, убитий у полоні
- Остерн Лазар — 25.4.1920, бій під Вінницею

Загиблі в окремих боях
- Воїни УГА, загиблі в боях у Львові 1-22.11.1918